# Жилинці (Шепетівський район)
Жи́линці — село в Україні, у Шепетівській міській громаді Шепетівського району Хмельницької області. Населення становить 490 осіб.

## Географія
Селом протікає річка Понора.

## Історія
18 червня 1792 року, у ході російсько-польської війни, біля села відбулася битва, в результаті якої російське військо понесло поразку. Битва під Жилинцями стала першою перемогою Війська Польського за багато років, і на честь цієї події король Станіслав Понятовський заснував найвищу військову нагороду Польщі, орден Віртуті Мілітарі. 

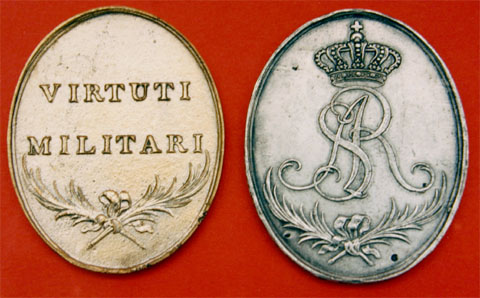
Знак ордена «Віртуті Мілітарі» 1792 рік

У 1906 році село Шепетівської волості Ізяславського повіту Волинської губернії. Відстань від повітового міста 12 верст, від волості 10. Дворів 93, мешканців 492.

## Населення

### Мова
Розподіл населення за рідною мовою за даними перепису 2001 року:
| Мова            | Кількість | Відсоток |
| --------------- | --------- | -------- |
| українська      | 478       | 97.55%   |
| російська       | 8         | 1.63%    |
| інші/не вказали | 2         | 0.82%    |
| Усього          | 490       | 100%     |

## Уродженці
- Костянтин Малюшкевич — архієпископ УАПЦ